# Richard Olmstead
Richard Glenn Olmstead (* 1951) ist ein US-amerikanischer Botaniker. Sein Interessengebiet ist die phylogenetische Untersuchung der Bedecktsamer anhand von molekularbiologischen Methoden.

## Leben
1988 wurde Richard Olmstead von der University of Washington mit einer Dissertation zur Systematik und Populationsgenetik der im Westen der USA vorkommenden Scutellaria promoviert. Im Anschluss arbeitete er drei Jahre lang mit Jeff Palmer an einer molekularbiologisch begründeten Systematik der Asteridae. Nachdem er anschließend zunächst fünf Jahre als Assistenzprofessor an der University of Colorado gelehrt hatte, kehrte er 1996 an die University of Washington zurück, wo er als Professor eines Lehrstuhls am Department of Botany berufen wurde. Er war Mitglied der Angiosperm Phylogeny Group.
Seine Forschungsgruppe spezialisierte sich auf die molekularbiologische Untersuchungen der Asteridae.